# FON

WiFi Fon spots no Mundo

FON é uma comunidade global de usuários de internet que compartilham sua conexão banda larga através de rede sem fios do tipo Wi-Fi, tornando-se assim ponto de acesso FON. Para participar, basta ter acesso banda larga à internet, registrar-se na comunidade FON e adquirir o roteador sem fio 'La Fonera'. Ou ainda, para quem possuir roteador sem fio compatível, instalar nele o software FONbasic. Deste modo, os demais participantes do Movimento FON passam a ter acesso a internet sem fio nas proximidades do ponto de acesso FON.
FON não é provedor de acesso a internet.

## Mobilidade
Os pontos de acesso FON são úteis no caso de participantes que possuam computador portátil (notebook, pda, telefone Wi-Fi etc) com dispositivo de rede sem fio e que necessitem acessar a internet em vários locais. Desde, é claro, que nas proximidades de onde o participante esteja exista ponto de acesso do Movimento FON. Este é o princípio básico do Movimento FON.

## Membros
O participante do Movimento FON que compartilha seu acesso a internet é denominado de fonero. Pessoas que não façam parte do Movimento FON, isto é, não sejam foneros, podem acessar a internet através dos hotspots FON. Só que devem adquirir créditos para obter acesso. Este usuário é denominado de alien.
Há dois tipos de foneros: linus e bill. Linus é o fonero que compartilha gratuitamente sua conexão com a internet, e que acessa gratuitamente a internet em todos hotspots FON. Bill é o fonero que compartilha sua conexão com a internet mas que recebe comissão quando usuários aliens ou foneros bill estejam conectados através de seu hotspot. O fonero bill não precisa pagar quando estiver acessando a internet em outros hotspots FON.
Atente-se que o fonero bill nada recebe pelos acessos de foneros linus em seu hotspot FON.

## Equipamentos compatíveis
Além da própria 'La Fonera', o roteador sem fio Linksys WRT54GL (e suas variantes WRT54GS e WRT54G até versão de hardware 4, inclusive) também pode ser utilizado para montar ponto de acesso FON. A relação completa encontra-se disponível no sítio web do Movimento FON.

## FONbasic
Esta é a denominação do firmware utilizado nos roteadores sem fio, para funcionamento como ponto de acesso FON. Este firmware é baseado no OpenWRT.

## FON em Portugal
Todos os clientes NOS que tenham Internet fixa em casa com equipamento Router Wi-Fi ou Netgear podem aceder gratuitamente à internet nos pontos de acesso NOS wi-fi powered by Fon.
Quando fora de casa com um equipamento wi-fi só se precisa de, procurar a rede wireless FON_ZON_FREE_INTERNET, efetuar login com o user e password criados e por fim navegar sem limites e sem preocupações.
Para maior comodidade, pode instalar-se a aplicação NOS wi-fi powered by Fon no iPhone, iPad ou Android para automática ligação à rede. Procura-se por "NOS wi-fi" na app store do equipamento.